# Référendum sur la constitution

Carte des résultats du référendum par région.

Le référendum sur la constitution a lieu en Afrique du Sud le 17 novembre 1983. Limité à la population blanche dans le cadre de l'apartheid, ce référendum vise à entériner une nouvelle constitution sud-africaine mettant en place un régime présidentiel et créant un parlement tricaméral ouvrant la représentation nationale aux populations coloureds et hindo-asiatiques.
Le taux de participation fut de 76,02 % soit 2 062 469 votants sur les 2 713 000 membres du corps électoral. Le oui à la nouvelle constitution remporta 66,29 % des votes (soit 1 360 223 voix) contre 33,71 % de non (soit 691 577 suffrages). 
La nouvelle constitution entrée en vigueur en 1984 établit trois chambres parlementaires distinctes dont les membres sont élus par les trois groupes raciaux minoritaires du pays (les blancs, les indiens et les métis) en proportion de leur population. Si les noirs n'ont aucune représentation nationale, ils obtiennent le droit d'élire, hors des bantoustans, leurs propres conseillers municipaux dans les townships. Enfin, le poste de premier ministre est supprimé, les fonctions de chef d'État et de chef de gouvernement relevant dorénavant du seul président d’État de la république d'Afrique du Sud (State President). 

## Question du référendum
"Are you in favour of the implementation of the Constitution Act, 1983, as approved by Parliament ?" (Êtes-vous en faveur de la mise en œuvre de la Loi constitutionnelle de 1983, approuvée par le Parlement ?).  

## Contexte
En 1981, le Sénat est supprimé et remplacé par un organe consultatif, le conseil présidentiel présidé par Alwyn Schlebusch et composé de membres nommés soit 41 blancs, 7 Coloureds, 7 Indiens et un asiatique représentant les groupes de population blanche, coloured, indiennes et chinoises d'Afrique du Sud. Reprenant les conclusions de la commission Theron (1977), selon laquelle le système parlementaire de Westminster est obsolète et inadapté pour une société multiculturelle et plurielle comme la société sud-africaine, qu'il renforce les conflits politiques et la domination culturelle d'un groupe sur les autres, formant ainsi un obstacle à la bonne gouvernance du pays, le Conseil présente en mai 1982, à la demande du Premier ministre Pieter Botha, un ensemble de propositions de réforme constitutionnelle et politique, visant à partager le pouvoir législatif entre les communautés blanches, métis et indiennes. Toutefois, le principe des lois d'apartheid n'est pas remis en cause. 
L'aile droite du Parti national (NP) rejette ces constatations et ces propositions. Menée par Andries Treurnicht, un ministre et le chef du NP dans la province du Transvaal, des députés font scission et créaient le Parti conservateur d'Afrique du Sud (CP) avec pour objectif de revenir à un apartheid strict tel qu'il était appliqué durant le gouvernement Verwoerd. Botha, secondé efficacement par ses ministres Alwyn Schlebusch, Chris Heunis et Frederik de Klerk, met en œuvre les propositions du conseil pour réformer la constitution sud-africaine de 1961, créer un parlement tricaméral et présidentialiser la gouvernance du pays.
Un référendum est organisé en 1983 dans le but de déterminer le soutien de l'électorat blanc au nouveau cadre constitutionnel. 
Les opposants à cette réforme se situent autant dans le camp conservateur que dans le camp progressiste ou libéral. Les conservateurs s'opposent à l'octroi du droit de vote et à l'entrée au parlement des métis et des indiens tandis que le Parti progressiste fédéral (PFP) s'oppose au maintien de l'exclusion des Noirs du suffrage électoral et de la représentation parlementaire et demande l'inclusion d'une déclaration des droits pour protéger les libertés individuelles contre les abus de l'État.
Pour expliquer son opposition frontale, le parti conservateur prend exemple sur le destin de la Rhodésie, pays où la population blanche a dû céder, et non partager, le pouvoir avec la population noire. Dans le camp progressiste, les divisions apparaissent. Une partie de la presse d'opposition de langue anglaise apporte son soutien au "oui" à la nouvelle constitution considérée comme un pas dans la bonne direction.
Du côté des partis noirs, l'Inkatha Freedom Party (zoulou) s'oppose à la réforme tandis qu'un Front démocratique uni est créé pour s'opposer au référendum et appeler au boycott du référendum. Cette coalition non raciale devient rapidement le porte-parole officieux du Congrès national africain et de plusieurs partis noirs interdits.

## Résultats régionaux
Des circonscriptions référendaires par région furent créés pour comptabiliser les votes. Seule la région du nord-Transvaal (Pietersburg), où Andries Treurnicht a son fief électoral, a voté contre la nouvelle loi constitutionnelle. 
| Circonscriptions                   | Oui                                | Oui                                | Non                                | Non                                | Votes valides                      | Votes blancs ou nuls               | Total suffrages                    |
| Circonscriptions                   | Votes                              | %                                  | Votes                              | %                                  | Votes valides                      | Votes blancs ou nuls               | Total suffrages                    |
| Province du Cap de Bonne Espérance | Province du Cap de Bonne Espérance | Province du Cap de Bonne Espérance | Province du Cap de Bonne Espérance | Province du Cap de Bonne Espérance | Province du Cap de Bonne Espérance | Province du Cap de Bonne Espérance | Province du Cap de Bonne Espérance |
| ---------------------------------- | ---------------------------------- | ---------------------------------- | ---------------------------------- | ---------------------------------- | ---------------------------------- | ---------------------------------- | ---------------------------------- |
| Beaufort West                      | 22,502                             | 74.42                              | 7,733                              | 25.58                              | 30,235                             | 93                                 | 30,328                             |
| Le Cap                             | 221,511                            | 75.61                              | 71,456                             | 24.39                              | 292,967                            | 1,229                              | 294,196                            |
| East London                        | 53,202                             | 77.91                              | 15,087                             | 22.09                              | 68,289                             | 255                                | 68,544                             |
| George                             | 31,256                             | 73.23                              | 11,426                             | 26.77                              | 42,682                             | 141                                | 42,823                             |
| Kimberley                          | 34,815                             | 66.05                              | 17,898                             | 33.95                              | 52,713                             | 110                                | 52,823                             |
| Port Elizabeth                     | 60,661                             | 70.08                              | 25,901                             | 29.92                              | 86,562                             | 208                                | 86,770                             |
| Total Province du Cap              | 423,947                            | 73.93                              | 149,501                            | 26.07                              | 573,448                            | 2,036                              | 575,484                            |
| Natal                              |                                    |                                    |                                    |                                    |                                    |                                    |                                    |
| Durban                             | 123,783                            | 73.58                              | 44,442                             | 26.42                              | 168,225                            | 750                                | 168,975                            |
| Pietermaritzburg                   | 50,519                             | 71.58                              | 20,060                             | 28.42                              | 70,579                             | 366                                | 70,945                             |
| Total Natal                        | 174,302                            | 72.99                              | 64,502                             | 27.01                              | 238,804                            | 1,116                              | 239,920                            |
| État libre d'Orange                |                                    |                                    |                                    |                                    |                                    |                                    |                                    |
| Bloemfontein                       | 52,019                             | 65.86                              | 26,960                             | 34.14                              | 78,979                             | 331                                | 79,310                             |
| Kroonstad                          | 55,486                             | 63.19                              | 32,321                             | 36.81                              | 87,807                             | 189                                | 87,996                             |
| Total État libre d'Orange          | 107,505                            | 64.46                              | 59,281                             | 35.54                              | 166,786                            | 520                                | 167,306                            |
| Transvaal                          |                                    |                                    |                                    |                                    |                                    |                                    |                                    |
| Germiston                          | 113,600                            | 65.35                              | 60,241                             | 34.65                              | 173,841                            | 900                                | 174,741                            |
| Johannesburg                       | 194,396                            | 69.44                              | 85,554                             | 30.56                              | 279,950                            | 3,906                              | 283,856                            |
| Pietersburg                        | 31,403                             | 47.42                              | 34,827                             | 52.58                              | 66,230                             | 247                                | 66,477                             |
| Pretoria                           | 209,763                            | 57.13                              | 157,433                            | 42.87                              | 367,196                            | 1,035                              | 368,231                            |
| Roodepoort                         | 105,307                            | 56.76                              | 80,238                             | 43.24                              | 185,545                            | 909                                | 186,454                            |
| Total Transvaal                    | 654,469                            | 61.01                              | 418,293                            | 38.99                              | 1,072,762                          | 6,997                              | 1,079,759                          |
| Total Afrique du Sud               | 1,360,223                          | 66.29                              | 691,577                            | 33.71                              | 2,051,800                          | 10,669                             | 2,062,469                          |